# Дая-В'єха
Дая-В'єха (ісп. Daya Vieja) — муніципалітет в Іспанії, у складі автономної спільноти Валенсія, у провінції Аліканте. Населення — 683 особи (2022).

## Географія
Муніципалітет розташований на відстані близько 360 км на південний схід від Мадрида, 34 км на південний захід від Аліканте.

## Демографія
Динаміка населення (INE ):

## Галерея зображень

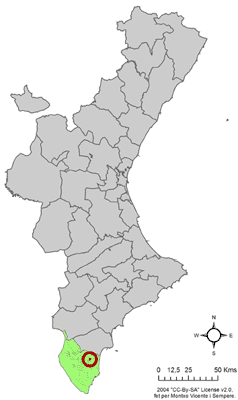
Розташування муніципалітету Дая-В'єха у автономній спільноті Валенсія
Розташування муніципалітету Дая-В'єха у комарці Вега-Баха-дель-Сегура